# Fabbrica Italiana Pianoforti
FIP, sigla di Fabbrica Italiana Pianoforti, era un'azienda produttrice di pianoforti e autopianicon sede legale a Torino.

## Storia
Fu fondata dall'avvocato Paolo Cattaneo, che propose a varie aziende torinesi attive nel settore, tra cui quella di Francesco Romani, di unire le proprie forze in una società per azioni, finanziata dalla Banca Italiana di Sconto.

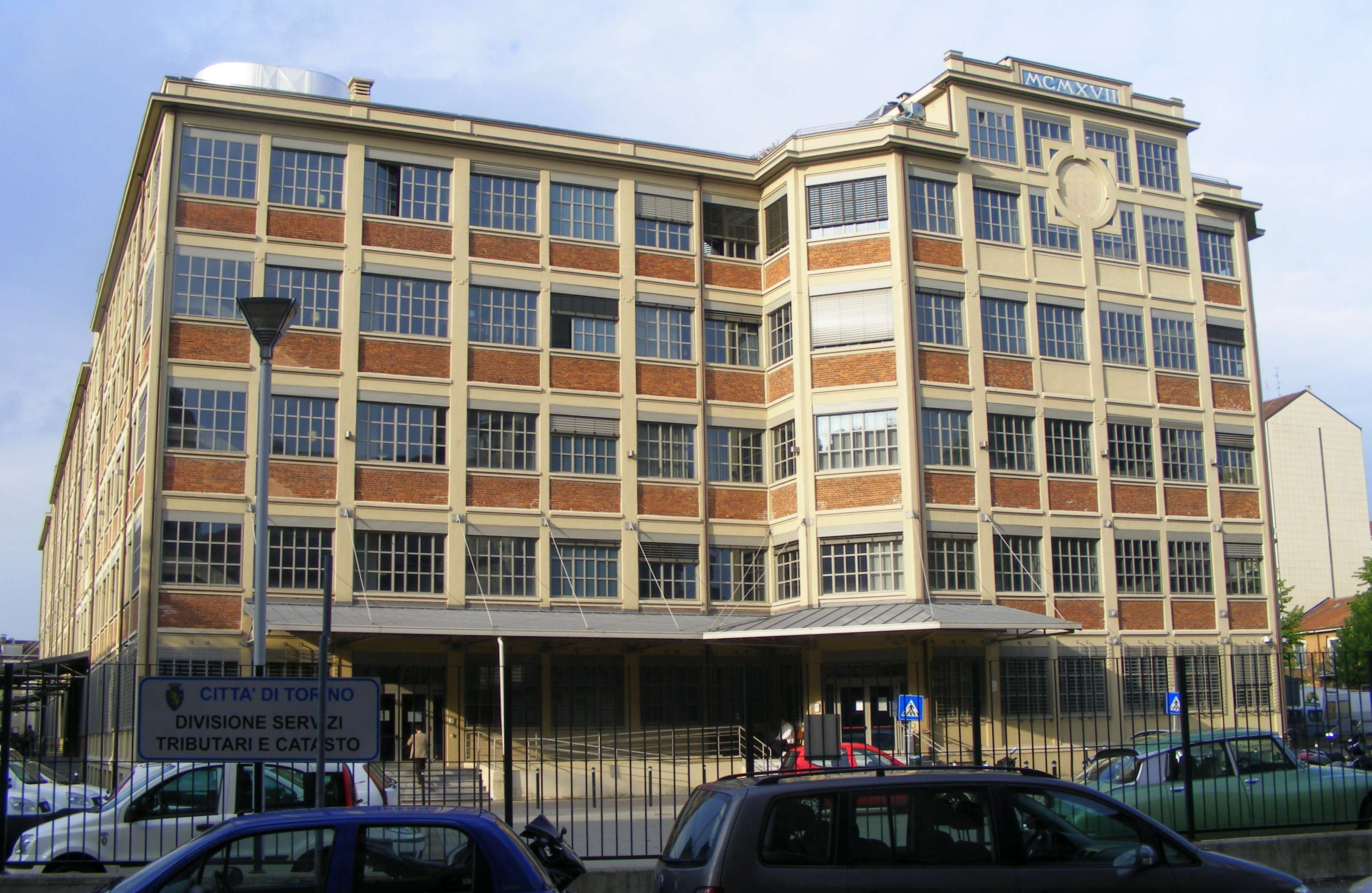
L'ex stabilimento F.I.P.

La sede dell'azienda era nel quartiere Cenisia, in cui fu costruito uno stabilimento, progettato dall'architetto Enrico Bonicelli, che ora ospita gli uffici tributari del Comune di Torino.
Per la somiglianza con lo stabilimento FIAT del Lingotto, fu soprannominato il Lingottino.
La produzione di pianoforti fu inizialmente di circa 800 strumenti all'anno, che vennero esportati anche all'estero. Pertanto, nel 1920, emerse la necessità di ampliare la produzione e venne costruito un secondo stabilimento ad Alpignano consentendo così di raggiungere la soglia annuale di 3.000 pianoforti, grazie a una forza lavoro complessiva di 800 operai e negozi a Torino, Milano e Roma. 
Tra i dipendenti vi fu il celebre liutaio Cesare Augusto Tallone, che apprese i rudimenti del mestiere nello stabilimento di Alpignano. 
Nel 1921 la messa in liquidazione della Banca Italiana di Sconto, principale finanziatore della FIP, ebbe un profondo impatto sull'attività dell'azienda, che risentiva al contempo della non florida situazione economica del dopoguerra. 
Nel 1925 l'imprenditore Riccardo Gualino, già proprietario della SNIA, rilevò la società ma tuttavia non riuscì a migliorare le sorti dell'azienda. 
Gualino, infatti, tentò di ampliare l'attività con la produzione di arredamento e commissionò agli architetti Giuseppe Pagano e Gino Levi-Montalcini oltre sessanta mobili per Palazzo Gualino in stile razionalista, che utilizzavano il nuovo materiale buxus e anticipavano il concetto di corporate identity. Tuttavia la produzione rimase soltanto alla fase prototipale e la società fu chiusa nel 1929.

## Attività culturali
La FIP fu attiva anche nel campo dell'educazione e della cultura musicale, arrivando a editare una rivista mensile, Il Pianoforte, uscita dal 1920 fino al 1927, promossa e fondata da Guido Gatti, che nel 1928 divenne La Rassegna musicale.
Inoltre, la società fu anche promotrice di varie stagioni concertistiche.

## Curiosità
Il compositore Gian Francesco Malipiero utilizzò per lungo tempo un gran piano FIP come strumento di lavoro nel suo studio di Asolo. Il cantautore e polistrumentista Piero Marras ha imparato a suonare con un pianoforte verticale FIP. Il compositore Goffredo Petrassi fu un giovane commesso del negozio FIP di Corso Umberto I a Roma.